# Puzanovia
Puzanovia is een geslacht van straalvinnige vissen uit de familie van puitalen (Zoarcidae). Het geslacht is voor het eerst wetenschappelijk beschreven in 1975 door Fedorov.

## Soorten
- Puzanovia rubra Fedorov, 1975
- Puzanovia virgata Fedorov, 1982